# Bitest
Il bitest o test combinato è un esame ematico eseguito tra l'11ª e la 13ª settimana di gestazione, che permette di analizzare il dosaggio nel sangue di due proteine: β-hCG libera e PAPP-A (proteina A plasmatica associata alla gravidanza).
Tali valori vengono confrontati con dei valori di riferimento e con altri parametri (l'età materna, peso, fumo, presenza di diabete).
Si associa alla translucenza nucale, per confrontare entrambi i parametri. I valori ottenuti vengono poi inseriti in un apposito software che produce una stima del rischio che il feto sia affetto da una alterazione numerica dei cromosomi (trisomia) 13, 18, 21.